# Chérie 25
Chérie 25 és un canal de televisió francès gratuït i propietat del grup NRJ. Fou estrenat el 12 de desembre del 2012 i és en realitat un projecte que el director de dit grup, Jean-Paul Baudecroux, tenia feia un temps al cap. El projecte fineix per realitzar-se finalment gràcies a l'obertura del Consell de l'Audiovisual francès que va decidir obrir línies per ampliar els canals disponibles a la televisió digital terrestre francesa l'any 2012. El canal està dedicat al públic femení. De fet, el seu eslògan és "la chaîne qui a tout pour elles" (el canal que ho té tot per a elles).